# Ужасы (жанр)

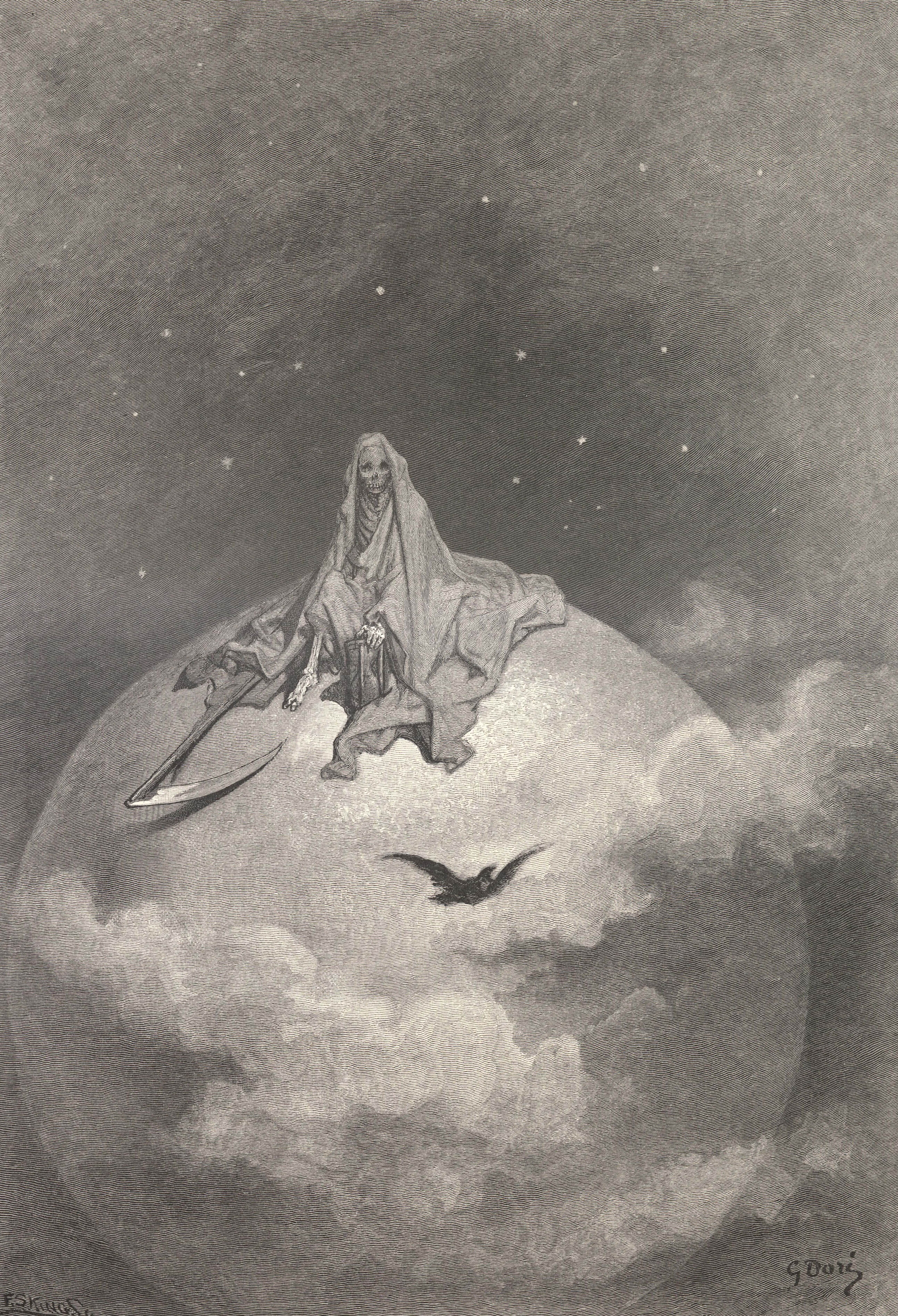
Иллюстрация к стихотворению Эдгара Аллана По «Ворон» работы Густава Доре

У́жасы, или хо́ррор (англ. horror), — жанр художественного произведения, который предназначен устрашить, напугать, шокировать или вызвать отвращение у своих читателей или зрителей, вызвав у них чувства ужаса и шока.
Литературный историк Дж. А. Куддон определил ужасы как «фрагмент художественной литературы в прозе переменной длины.., которая шокирует или даже пугает читателя, или, возможно, вызывает чувство отвращения или антипатии».
Авторы произведений в жанре «ужасы» создают жуткую и пугающую атмосферу. Ужас часто сверхъестественный, хотя может быть и не сверхъестественным. Часто главная угроза произведения в жанре «ужасы» может быть истолкована как метафора больших опасений общества: фильмы о зомби — страх перед каннибализмом, об оборотнях — самого себя, о вампирах — некрофилии, слэшеры — серийных убийц и т. д.

## История

### Ужасы вантичном мире

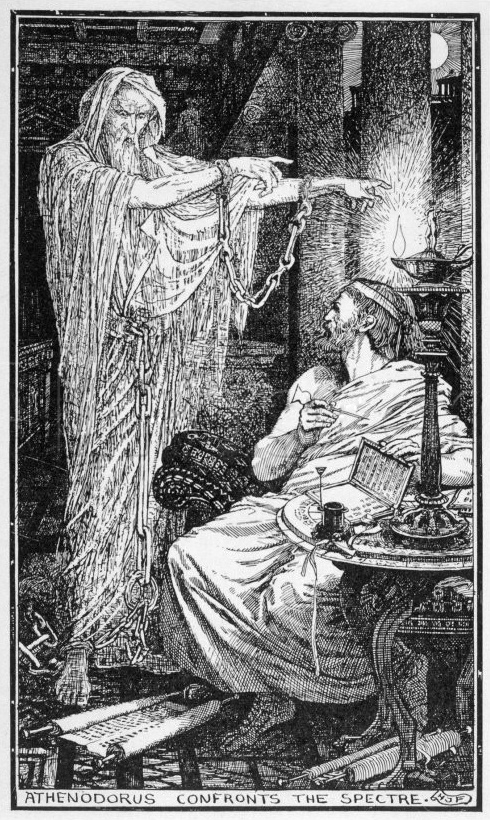
Иллюстрация «Афинодор и призрак» работы Г. Д. Форда, ок. 1900 г.

Жанр ужасов имеет древнее происхождение, уходя своими корнями в фольклор и религиозные традиции, фокусируясь на смерти, загробной жизни, зле, демоническом и принципе вещи, воплощённой в человеке. Это проявилось в рассказах о колдовстве, вампирах, оборотнях и призраках. Европейская литература ужасов была создана благодаря произведениям древних греков и древних римлян. Персонаж греческой мифологии титан Прометей вдохновил Мэри Шелли на написание готического романа «Франкенштейн, или Современный Прометей», ставший одним из первых произведений фантастического жанра вообще и оказавшего огромное влияние на жанр ужасов. В литературе Прометей впервые упоминается в «Теогонии» Гесиода, одной из первых древнегреческих мифологических поэм. Также Прометей является героем целого ряда древнегреческих трагедий и комедий. Тем не менее, на историю Франкенштейна гораздо большее влияние оказала история Ипполита, сына афинского царя Тесея и царицы амазонок, трагически погибшего и воскрешённого богом медицины и врачевания Асклепием. Еврипид написал две пьесы, основанные на этой истории: «Ипполит закрывающийся» и «Ипполит». Плутарх в своих «Сравнительных жизнеописаниях» описывает историю убийцы Дамона, который после того как сам был убит в бане в родной Херонии, являлся туда как призрак. Плиний Младший описывает историю о том как философ-стоик Афинодор из Канана, учитель Октавиана Августа, дёшево нанял дом в Афинах. Низкая цена, как выяснилось, объяснялась тем, что в нём появлялся призрак. Поздней ночью, когда Афинодор писал философское сочинение, к нему явилось привидение, обвязанное цепями, и поманило следовать за ним. Дух привёл его во двор, где внезапно исчез. Афинодор отметил место и на следующий день получил разрешение произвести раскопки, в ходе которых был найден скелет старика, опутанный цепями. После захоронения скелета привидение больше в доме не появлялось.

### Ужасы вСредневековье
Установление христианства как господствующей религии сначала в Римской империи, а затем и по всей Европе, преобразило религиозный ландшафт этой части света. Восстание готов, объединения древнегерманских племён, пытавшихся защитить свою привычную веру, готское язычество, привлекло к ним внимание ряда ранних писателей, таких как авторы жизнеописаний Августов. Самое раннее документально подтверждённое официальное обвинение в сатанизме со стороны католиков было выдвинуто в Тулузе в 1022 году против нескольких священнослужителей. Истории оборотней-вервольфов стали популярными в литературе средневековой Франции. Одна из самых известных поэтесс XII века Мария Французская написала один из своих известных лэ в качестве истории оборотней под названием Bisclavret (в переводе с фр. — «Оборотень»). Около 1200 года по заказу графини Иоланды заказала историю про оборотней под названием «Гийом де Палерн». Анонимные писатели сочинили две истории оборотней: «Бисклаврет» и «Мелион».

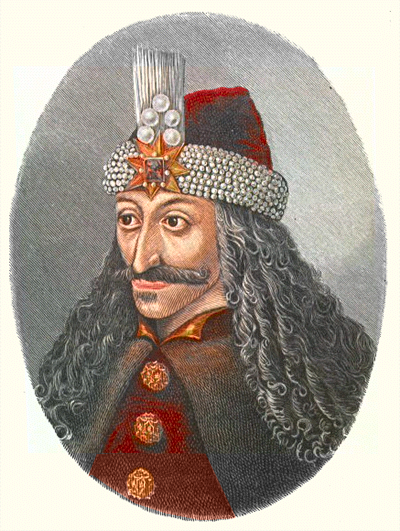
Портрет Влада III Цепеша, господаря Валахии в XV веке, ставшего прототипом самого известного в литературе ужасов и популярной культуре вампира — Дракулы

Значительная часть литературы ужасов обязана своему появлению самым жестоким персонам в мировой истории, в первую очередь тех, кто жил в XV веке. Так, происхождение Дракулы, самого известного в литературе ужасов и популярной культуре вампира, можно проследить до господаря Валахии XV века Влада III Цепеша, чьи предполагаемые преступления впервые были обнародованы в немецких памфлетах конца XV века. Брошюра 1499 года, опубликованная Маркусом Айрером, наиболее примечательна своими ксилографическими изображениями. Предполагаемые преступления Жиля де Ре, некогда соратника Жанны д’Арк, привели к появлению французской народной сказки о Синей Бороде". Истории о вампирессе, в первую очередь, происходят от реальной дворянки и убийцы Элизабет Батори, чья история, став частью литературы и популярной культуры, способствовала появлению жанра ужасов в XVIII веке, например, через Ласло Турочи и его книги 1729 года «Трагическая история».

### Готические ужасы XVIII века

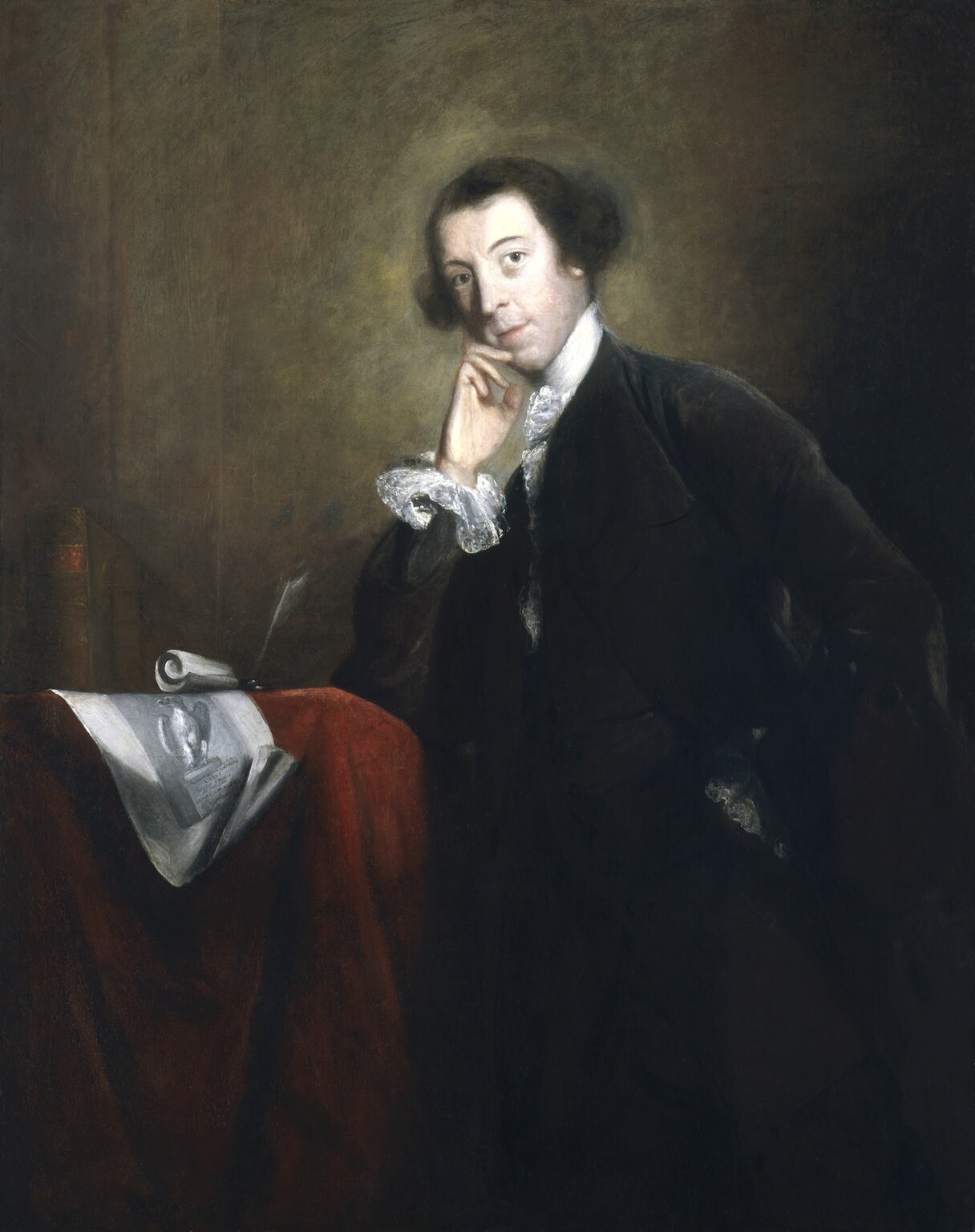
Хорас Уолпол написал первый готический роман ужасов Замок Отранто (1764), инициировав появление нового литературного жанра.

В XVIII веке жанр ужасов был тесно связан с традиционной готической литературой. Ярким примером готических ужасов XVIII столетия стал оригинальный и противоречивый роман английского автора Хораса Уолпола «Замок Отранто» (1764). Это был первый случай включения элементов сверхъестественного вместо чистого реализма. По факту, первое издание вышло под видом настоящего средневекового романа из Италии, обнаруженного, переведённого и изданного фиктивным переводчиком. Когда стало известно, что «Замок Отранто» современное произведение, многие нашли его анахроничным, реакционным или просто написанным в плохом вкусе, но он оказался сразу популярен. Этот первый готический роман ужасов вдохновил такие произведения, как «Ватек» Уильяма Бекфорда (1786), «Сицилийский роман» (1790), «Таинства Удольфские» (1794) и «Итальянец» (1796) Анны Редклифф, а также «Амбросио, или Монах» (1796) Мэтью Льюиса. Значительная часть литературы ужасов этой эпохи была написана женщинами и продавалась в женской аудитории, а типичный сюжет — находчивая женщина, вынужденная спасаться из мрачного замка.

### Ужасы в XIX веке

Портрет Мэри Шелли работы Ричарда Ротуэлла (1840-41)

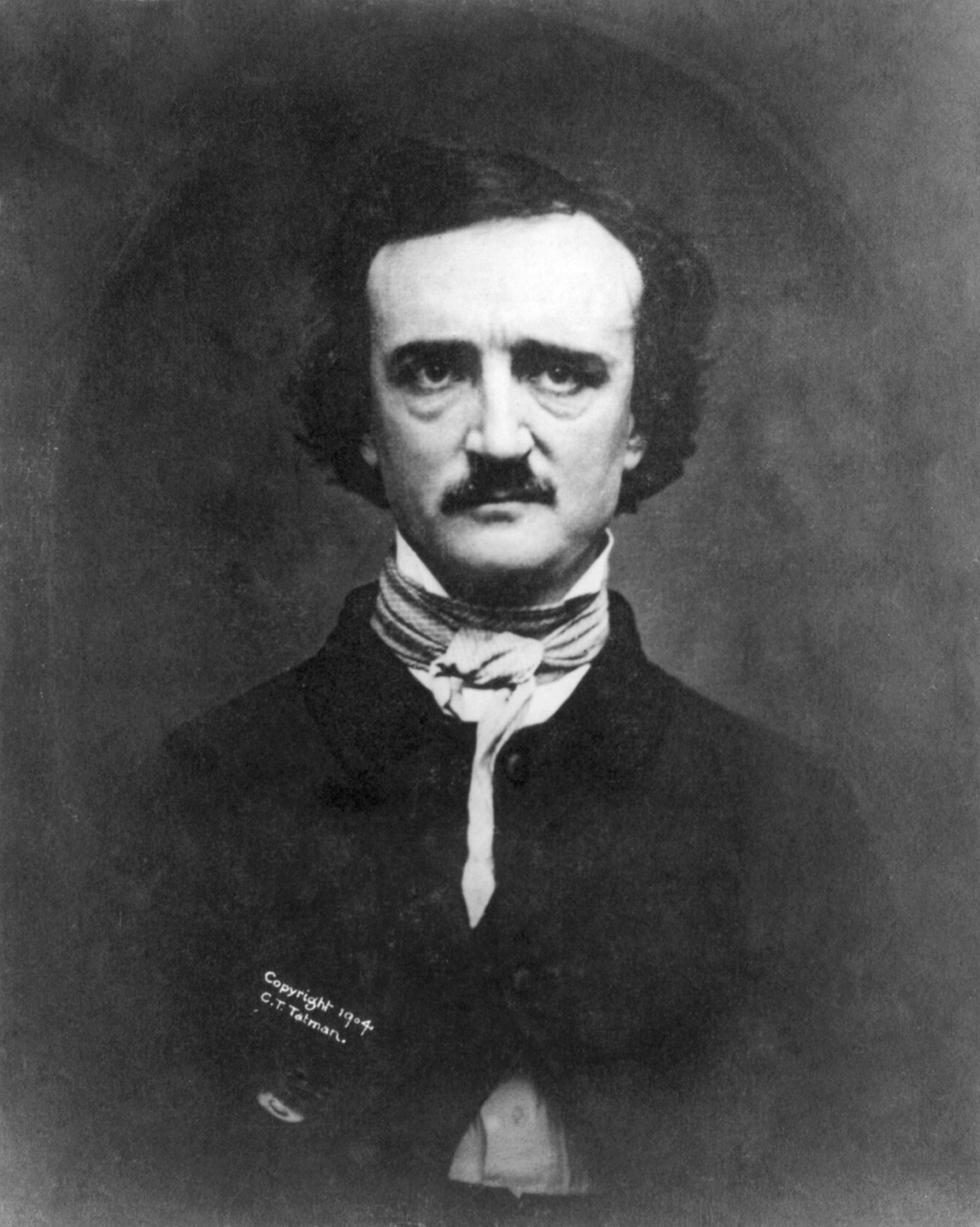
Фотография Эдгара Аллана По (1848)

Готическая традиция процветала в литературе ужасов XIX века. Целый ряд историй и персонажей, которые популярны до сих пор, зародились в таких произведениях, как «Гензель и Гретель» братьев Гримм (1812), «Франкенштейн» Мэри Шелли (1818), «Легенда о Сонной Лощине» Вашингтона Ирвинга (1820), «Мама!: Или рассказ о двадцать втором веке» Джона К. Лоудона (1827), «Собор Парижской Богоматери» Виктора Гюго (1831), «Варни-вампир» Джеймса Раймера и Томаса Пеккетта Перста (1847), «Алая буква» Натаниэла Хоторна (1850), работы Эдгара Аллана По и Шеридана Ле Фаню, «Странная история доктора Джекила и мистера Хайда» Роберта Луиса Стивенсона (1886), «Портрет Дориана Грея» Оскара Уайльда (1890), «Человек-невидимка» Герберта Джорджа Уэллса (1897) и «Дракула» Брэма Стокера (1897). Каждое из этих произведений создало прочную икону ужаса, замеченную в современных переосмыслениях на сцене и экране.

### Ужасы в XX веке
Распространение грамотности и появление дешёвых книг и периодических изданий уже в начале XX века привели к настоящему буму в жанре ужасов. Например, знаменитый готический роман Гастона Леру «Призрак Оперы» был сначала опубликован по частям в газете «Ле-Голуа» и лишь потом вышел отдельной книгой. В те же годы началась карьера американского писателя Тод Роббинс, писавшего для «бульварных журналов», таких как All-Story Magazine, затрагивавших в своих произведениях темы безумия и жестокости. Позже появились журналы, специализировавшиеся на историях жанра «ужасов», в том числе Weird Tales и Unknown Worlds.
В начале XX века началась карьера целого ряда значимых для жанра писателей. Среди них в первую очередь надо выделить почитаемого автора ужасов Говарда Филлипса Лавкрафта, чьё творчество было настолько уникально, что выделилось в отдельный поджанр — так называемые «лавкрафтовские ужасы», а придуманные им мифы Ктулху — произведения, объединённые своеобразной общей мифологией, стали пионером жанра космического хоррора (космицизма). Большой вклад в развитие жанра принадлежит английскому историку-медиевисту Монтегю Родсу Джеймсу, вошедшему в историю мировой литературы как крупнейший мастер рассказа о привидениях, которому приписывают переопределение этого поджанра.
Важной и повторяющейся темой в литературе ужасов в XX веке становится серийный убийца. Жёлтая журналистика и сенсационализм увековечили и само явление и таких убийц, как Джек-потрошитель, и в меньшей степени, Карл Панцрам, Фриц Хаарман и Альберт Фиш. Пример этого можно найти в неопубликованном рассказе американского журналиста и сценариста Чарльза Белдена «Работы восковых фигур». Тенденция продолжалась в послевоенную эпоху, частично возобновлённая после убийств, совершённых Эдом Гином. В 1959 году американский писатель-фантаст Роберт Блох, находясь под впечатлением от убийств Гина, написал «Психо», впоследствии дважды экранизированного. Убийства, совершённые в 1965—1966 годах Чарльзом Шмидом, вдохновили Джойс Кэрол Оутс опубликовать в 1966 году рассказ «Куда ты идёшь, где ты была?» Серия жестоких убийств, совершённых в 1969 году Чарльзом Мэнсоном и членами его секты «Семья» ещё больше повлияли на поджанр ужасов слэшер. В 1981 году американский писатель и журналист Томас Харрис написал роман «Красный дракон», положив начало циклу книг про доктора Ганнибала Лектера, блестящего судебного психиатра, серийного убийцу и каннибала. Говорят, что прототипом персонажа стал доктор Альфредо Балли Тревино. В дальнейшем Харрис написал ещё три романа про убийцу-каннибала, а их успешные экранизации превратили доктора Лектера в культовый персонаж.

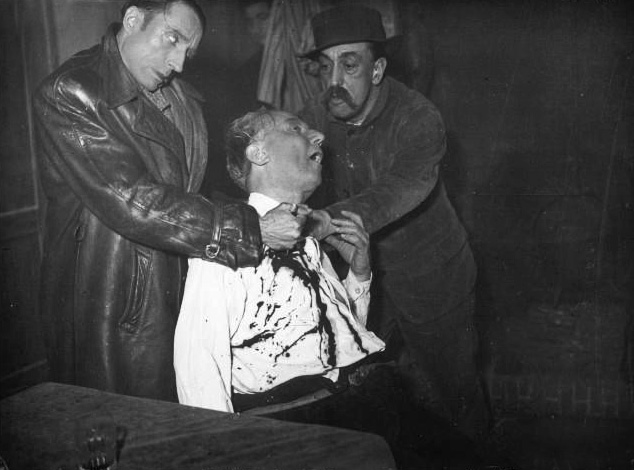
Сцена из «Гран-Гиньоля», формат, который, как считают некоторые критики повлиял на формирование слэшера как жанра

Первые фильмы ужасов были вдохновлены многими аспектами литературы ужасов, заложив традицию киноужасов и поджанров, которая продолжается и по сей день. До появления кинематографа вкусы любителей насилия и предельно натуралистичной демонстрации крови и внутренностей удовлетворяли театры, такие как знаменитый парижский «Гран-Гиньоль» (1897—1963), на спектаклях которого кровь буквально лилась рекой, а натуралистичность сцен безумия заставляла зрителей падать в обморок. В некоторых языках (прежде всего во французском и в английском) имя театра стало нарицательным обозначением «вульгарно-аморального пиршества для глаз». Французский режиссёр и сценарист Морис Турнёр, желая привлечь аудиторию «Гран-Гиньоля», снял в 1912 году фильм «Лунатики». Подобные фильмы в конечном итоге привели к публичному протесту в США, в конце концов, заставив Голливуд в 1930 году принять так называемый Кодекс Хейса.
В 1950-х годах для любителей графического и предельно откровенного насилия стали выходить комиксы, такие как «Байки из склепа», публикуемые EC Comics. Обилие сцен, натуралистично изображающих насилие, сделало отношение общества к этим комиксам противоречивым, и, как следствие, они часто подвергались цензуре. В 1960-х и 1970-х годах киножанр слэшер, предназначенный как раз для любителей графического насилия и предельной натуралистичности, переживал расцвет. В конце 1978 года выходит фильма Джорджа Ромеро «Рассвет мертвецов», положивший начало новому поджанру ужасов — сплэттеру. Термин изначально был придуман самим Ромеро для своего фильма. По его же определению, это фильм, в котором кровь и отрезанные части тела занимали 80 % экранного времени.
На формирование поджанра апокалиптической зомби-фантастики повлияли Г. Ф. Лавкрафт и написанные им Cool Air (1925), In The Vault (1926) и The Outsider (1926), а также «Необыкновенный конфликт» Денниса Уитли (1941) и роман Ричарда Мэтисона «Я — легенда» (1954).

### Современные ужасы

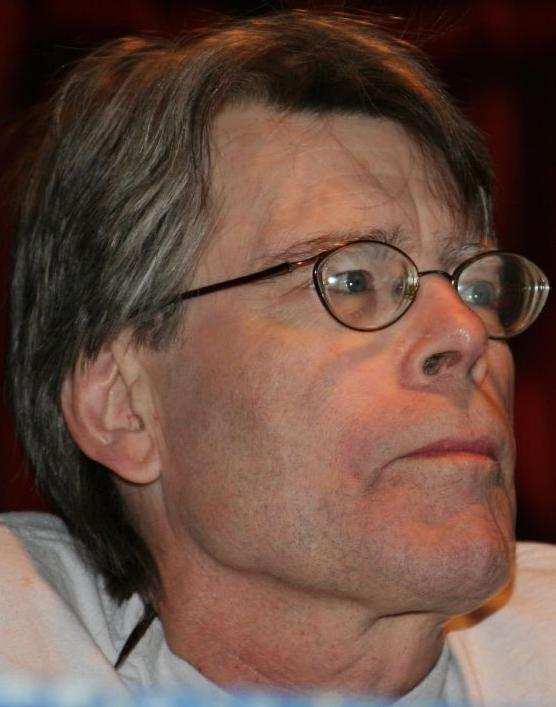
Король ужасов Стивен Кинг

Одним из самых известных современных писателей ужасов является Стивен Кинг, известный своими романами «Кэрри», «Сияние», «Оно», «Мизери» и другими. Начиная с 1970-х годов Кингу удалось привлечь огромную аудиторию, за которую он был награждён Национальным книжным фондом США в 2003 году. В число популярных современных авторов ужасов также включают Брайана Ламли, Джеймса Герберта, Дина Кунца, Клайва Баркера, Рэмси Кэмпбелла и Питера Страуба.
Популярны смежные жанры, такие как «фэнтези об оборотнях», «городское фэнтези», эротическое готическое фэнтези. Элементы жанра ужасов всё чаще можно встретить за пределами жанра, причудливо перемешиваясь с другими жанрами, в том числе, далёкими от ужасов и фантастики. Так, в 2007 году был опубликован исторический роман в жанре мистического триллера американского писателя Дэна Симмонса «Террор». В 2009 году вышел роман Сета Грэма-Смита «Гордость и предубеждение и зомби», написанный в стиле мэшап, пародийно объединивший классический роман Джейн Остин «Гордость и предубеждение» (1813) с современными элементами зомби-хоррора и восточных единоборств. Комиксы «Джон Константин: Посланник ада» и «Хеллбой» объединили в себе исторический жанр, фэнтези и ужасы. Ужасы выступают в качестве одного из центральных жанров и в более сложных современных произведениях, таких как «Дом листьев» Марка Данилевского, финалиста Национальной книжной премии. Есть также романы ужасов для детей и подростков, такие как «Ученик монстролога» Рика Янси и серия книг «Ужастики» Роберта Лоуренса Стайна.

## Особенности
Зачастую в режиссуре жанра ужасов используется приём субъективный монтаж, для большей погружённости.

## Исследования и критика
Исследования и критика художественной литературы ужасов почти так же стара, как сам жанр. В 1826 году готическая писательница Анна Радклиф опубликовала эссе, в котором выделила два элемента жанра: «террор» и «хоррор». В то время как «террор» — это чувство страха, которое имеет место до того, как произойдёт событие, «хоррор» — это чувство отвращения или омерзения после того, как произошло событие. Радклиф описывает «террор» как то, что «расширяет душу и пробуждает способности к высокой степени жизни», тогда как «хоррор» описывается как то, что «замирает и почти уничтожает их».
Современные исследования и критика художественной литературы ужасов опирается на ряд источников. В своих исторических исследованиях готического романа, такие специалисты как Девандра Варма и С. Л. Варнадо ссылаются на теолога Рудольфа Отто, концепция которого «нуминозность» первоначально использовалась для описания важнейшей стороны религиозного опыта, связанную с интенсивным переживанием таинственного и устрашающего божественного присутствия.

## Награды и ассоциации
Достижения в жанре ужасов отмечаются отраслевыми наградами, учредителями которых обычно выступают отраслевые объединения писателей. Так, международная Ассоциация писателей ужасов, созданная в 1985 году, вручает отличившимся авторам Премию Брэма Стокера, названную в честь автора романа о самом известном в культуре вампире «Дракула». Ассоциация писателей ужасов Австралазии ежегодно награждает авторов Австралии, Новой Зеландии и Океании Премией «Австралийские тени». Международная гильдия ужасов с 1995 по 2008 год ежегодно вручала свою премию авторам произведениям в жанрах «ужасы» и «тёмная фэнтези». Премия Шерли Джексон — литературные награды в память Шерли Джексон за выдающиеся достижения в литературе психологической напряжённости, ужасов и тёмной фантастики, которые вручают на ежегодном научно-фантастическом конвенте Readercon. Другие важные награды за литературу ужасов — это номинации общих наград за фэнтези и научную фантастику, таких как австралийская Aurealis Award.

## Альтернативные термины
Некоторые авторы, чьи произведения обычно классифицированы как «ужасы» («хоррор»), тем не менее не любят этот термин, считая его слишком зловещим. Вместо этого они используют такие термины как «тёмная фантастика», «тёмное фэнтези», «готическое фэнтези» для ужасов со сверхъестественным, или «психологический триллер» для ужасов без сверхъестественного.